# Russel Crouse
Russel Crouse (n. 20 de fevereiro de 1893 em Findlay, Ohio - f. 3 de Abril de 1966 em Nova York) era um dramaturgo e criador de libretos americano, mais conhecido por seu trabalho para os teatros da Broadway, na parceria Lindsay e Crouse.
Crouse começou sua carreira na Broadway em 1928 como ator na peça Gentlemen of the Press, na qual interpretou o papel de Bellflower. Em torno de 1931 ele passou a se dicar para a escrita, escrevendo o texto do musical The Gang's All Here, em colaboração com with Frank McCoy, Morrie Ryskind e Oscar Hammerstein II. Seu primeiro trabalho com Howard Lindsay, que se tornaria seu parceiro por muito tempo, começou em 1934, quando os dois revisaram o texto de P. G. Wodehouse e Guy Bolton para o musical de Cole Porter chamado Anything Goes.
Mais tarde, Lindsay e Crouse se tornaram produtores de peças na Broadway, algumas vezes produzindo suas próprias peças. E também operaram o Hudson Theatre na 44th Street em Nova York.
Talvez sua colaboração mais famosa tenha sido para o texto do musical The Sound of Music, de 1960, que venceu o Tony Award. Tinha música de Richard Rodgers e letras de Oscar Hammerstein II, antigo parceiro de Crouse. Aliás, Rodgers e Hammerstein também criaram uma parceria famosa, justamente Rodgers e Hammerstein. 
A peça State of the Union, escrita por Lindsay e Crouse em 1946 ganhou o Prémio Pulitzer de Teatro daquele ano.
Russel Crouse deu a sua filha o nome de Lindsay Ann Crouse em homenagem a sua colaboração com Howard Lindsay.